# Davide Marengo
Davide Marengo (Napoli, 1972) è un regista e sceneggiatore italiano.

## Biografia
Nato a Napoli, è cresciuto a Roma dove ha iniziato come fotografo per poi prendere la strada della regia. Negli anni ha diretto i backstage di film, cortometraggi, videoclip musicali, spot, documentari, film per il cinema e serie televisive.
Nel 2005 gira Craj, il film documentario sulla musica popolare pugliese, tratto dall'omonimo spettacolo-concerto di Teresa De Sio con Giovanni Lindo Ferretti, Matteo Salvatore, i Cantori di Carpino e Uccio Aloisi, presentato al Festival di Venezia 2005 nella sezione Giornate degli autori, vincendo allo stesso festival il premio Lino Micciché come Miglior opera prima.
Nel 2007 ha diretto, in co-regia con Dario Baldi, il rockumentary Dall'altra parte della luna, un lungometraggio musicale sulla lavorazione dell'album La finestra dei Negramaro, ambientato tra San Francisco, la Sicilia e il Salento. Il lavoro è stato presentato al Festival del Cinema di Venezia 2007 nella sezione Orizzonti.
Per il cinema ha realizzato nel 2007 Notturno bus, il suo esordio nel cinema di finzione, accolto positivamente da pubblico e critica, interpretato da Giovanna Mezzogiorno, Valerio Mastandrea ed Ennio Fantastichini. Notturno bus è una commedia noir ambientata a Roma. Nel 2010 il film è uscito in Cina nelle sale cinematografiche, doppiato in cinese.
All'inizio del 2009 è andata in onda su Rai 1 la serie televisiva Il commissario Manara, 12 episodi interpretati da Guido Caprino e Roberta Giarrusso. 
Nel 2009 ha girato due film tv per la serie Crimini per Rai 2: Little dream, tratto dall'omonimo racconto di Massimo Carlotto (premiato al Festival della fiction di Roma 2010) e Neve sporca tratto dall'omonimo racconto di Giancarlo De Cataldo presentato al Courmayeur Noir film festival 2010.
Nel 2010 ha diretto la terza stagione di Boris, la situation comedy satirica programmata su Fx. Per la regia televisiva di questa serie ha ricevuto il Premio Flaiano 2011.
Nel 2011 ha girato il film per il cinema Breve storia di lunghi tradimenti, tratto dall'omonimo romanzo di Tullio Avoledo, con Guido Caprino, Carolina Crescentini, Maya Sansa, Ennio Fantastichini. Girato tra Italia, Inghilterra e Sud America, è stato presentato in anteprima al Courmayeur Noir film festival 2012.
Nel 2012 ha girato la campagna pubblicitaria di Breil The cut con Laura Chiatti e Nicolas Vaporidis testimonial.
Nel 2014 dirige il film per il cinema Un fidanzato per mia moglie, prodotto da ITC Movie e Rai Cinema e distribuito da 01 Distribution.
Nel 2016 dirige Sirene la serie tv fantasy in onda su Rai 1 nel novembre 2017. Ideata da Ivan Cotroneo e scritta con Monica Rametta, è la storia di una famiglia di sirene in cerca di un tritone scappato dal mondo marino e rifugiatosi a Napoli.
Nel 2018 dirige 6 episodi della serie TV crime Il cacciatore, prodotta da Cross Productions, Beta e Rai Fiction, è stata programmata su Rai 2 e su Amazon Prime Video; premiata a Cannes series 2018 per la migliore performance di Francesco Montanari il protagonista della serie ispirata alla figura del giudice antimafia Alfonso Sabella.
Nel 2020 ha diretto la seconda stagione de Il cacciatore sempre prodotta da Cross Production, Beta e Rai Fiction trasmessa da Rai 2. Nel 2023 ha diretto la miniserie Un'estate fa e nel 2024 la miniserie Vanina - Un vicequestore a Catania.

## Vita privata
Dal 2018 ha una relazione con l'attrice Maria Chiara Giannetta. 

## Filmografia

### Regista

#### Cinema
- Notturno bus (2007)
- Breve storia di lunghi tradimenti (2012)
- Un fidanzato per mia moglie (2014)

#### Televisione
- Il commissario Manara – serie TV, 12 episodi (2009)
- Little dream (Crimini 2) – serie TV (2009)
- Neve sporca (Crimini 2) – serie TV (2009)
- Boris 3 – serie TV, 14 episodi (2010)
- Sirene – serie TV, 12 episodi (2017)
- Il cacciatore – serie TV, 18 episodi (2018-2021)
- Un'estate fa – miniserie TV, 8 episodi (2023)
- Vanina - Un vicequestore a Catania – serie TV, 4 episodi (2024-in corso)
- Brennero – serie TV, 4 episodi (2024)

### Documentari
- Craj (2005)
- Dall'altra parte della luna (2007)

### Cortometraggi
- Shit! (1995) – distribuito al cinema come parte del film collettivo Corti stellari
- Dead Train (1998) – distribuito nei cinema italiani prima del film di Woody Allen Harry a pezzi
- La stretta di Mano (2002) - distribuito al cinema prima del film Cecilia di Antonio Morabito

### Videoclip
- AmbraMarie – Via da te (2002)
- Biagio Antonacci – Solo due parole (2002)
- Carlo Fava – Non mi fido di me (2001)
- Carmen Consoli – L'ultimo bacio (2001), L'eccezione (2002), Fiori d'arancio (2003)
- Daniele Silvestri – Mi persi (2007),  Io fortunatamente (2008)
- Dirotta su Cuba – Sono qui (2002)
- Edoardo Bennato – Puramente casuale (2001)
- Fabi Silvestri Gazzè –  L'amore non esiste (2014)
- Ilaria Graziano & Francesco Forni  – Lastrada (2012)
- La Crus – Pensiero stupendo (feat. Patty Pravo e Manuel Agnelli) (2001)
- Negramaro – Cade la pioggia[4] (feat. Jovanotti) (2007), Tu ricordati di me[4] (2007)
- Massimo Nunzi – Come saranno i tuoi baci (feat. Ada Montellanico) (2003)
- Nidi d'Arac – Figli di Annibale (1998)
- Stag – Senza mentire (Insieme per AISM) (2015)